# Pisociîn, Lîpoveț
Pisociîn (în ucraineană Пісочин) este un sat în comuna Ivankî din raionul Lîpoveț, regiunea Vinnița, Ucraina.

## Demografie
Componența lingvistică a localității Pisociîn
     Ucraineană (99,22%)
     Alte limbi (0,78%)
Conform recensământului din 2001, majoritatea populației localității Pisociîn era vorbitoare de ucraineană (99,22%), existând în minoritate și vorbitori de alte limbi.